# Fischers turako
Fischers turako (latin: Tauraco fischeri) er en turakoart. Fischers turako findes i Kenya, Somalia og Tanzania. Dens naturlige levesteder er subtropiske eller tropiske fugtige lavlandsskove, subtropiske eller tropiske fugtige bjergskove og landbrugsarealer. Fischers turako er truet af tab af levesteder. IUCN kategoriserer arten som næsten truet.